# Eugenia Guerty
Eugenia Guerty (Olavarría,  22 de marzo de 1975) es una actriz argentina de televisión y teatro. Es hermana de los guionistas Cecilia Guerty y Santiago Guerty, de la actriz y guionista Marcela Guerty y del actor Pacho Guerty.

## Filmografía

### Cine
- ¡Ratas! (corto) (1996) como Lila
- El día que me amen (2003) como Lucy
- Güelcom (2011) como Sol Núñez
- Un amor (2011) como ex mujer de Lalo
- La suerte en tus manos (2012) como Mariana
- Nosotras sin mamá (2012) como Teresa
- Granizo (2022) como Marisa
- No me rompan (2023) como Cecilia

### Televisión
- El show de videomatch - (1997) Cámara cómplice -debate abierto
- Los Rodríguez (1998) -
- Totalmente (1999) -
- Vulnerables (1999) - Verdulera
- Campeones de la vida (2000) - Chicho
- Culpables (2001) - Mariela
- Soy gitano (2003) - Vanina Judith Trunsky
- Padre coraje (2004) - Teresa María 'Teté' Andrade
- Se dice amor (2005) -
- Casados con hijos (2005) - esposa del pizzero (Ep: La ley de las caries)
- Hechizada (2007) - Clarita
- Aquí no hay quien viva (2008) - Ana Levi
- Dromo (2009) -
- Impostores (2009) - Lina
- Para vestir santos (2010) - Jimena
- Aliados (2013-2014) - Natalia, mamá de Maia
- El maestro (2017) - Carolina
- Campanas en la noche (2019) - Jorgelina Gómez
- El amor después del amor (2023) - Charito Páez

## Teatro
- P'Asado carnal
- Llorando me dormí
- Teatro en Picada
- Monólogos
- La última
- La varieté del CC
- El 3340 (con humos de cabaret)
- No me dejes así
- La noche canta sus canciones
- Las d´enfrente
- Agosto: Condado de Osage
- Toc Toc.
- Tarascones.